# Валрод
Валрод (њем. Wahlrod) општина је у њемачкој савезној држави Рајна-Палатинат. Једно је од 192 општинска средишта округа Вестервалд. Према процјени из 2010. у општини је живјело 859 становника. Посједује регионалну шифру (AGS) 7143301.

## Географски и демографски подаци
Валрод се налази у савезној држави Рајна-Палатинат у округу Вестервалд. Општина се налази на надморској висини од 290 метара. Површина општине износи 6,0 km². У самом мјесту је, према процјени из 2010. године, живјело 859 становника. Просјечна густина становништва износи 143 становника/km².